# リーズ城

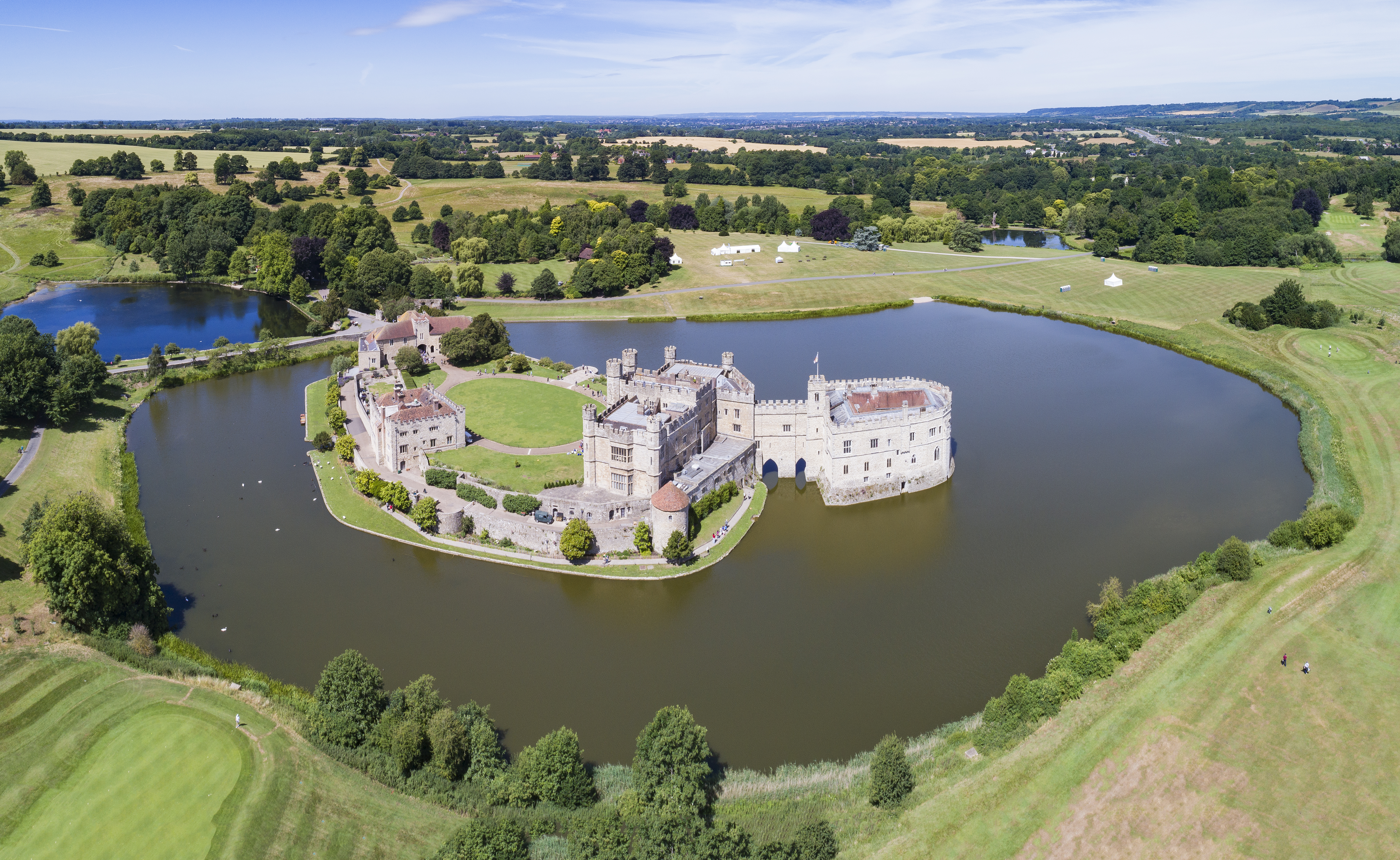
上空からの景色

リーズ城（リーズじょう、英: Leeds Castle）は、イングランド南東部のケント州・メードストンにある石造の城。
6人のイングランド王妃が暮らしたことから、貴婦人の城とも呼ばれる。500エーカーの敷地面積をもつ。1952年にイギリス指定建造物Grade Iに認定された。

## 来歴
857年に、LedもしくはLeedと呼ばれるサクソン人の酋長によって、木造の城がレン川（River Len）によって形成された湖の中の二つの島に築かれた。ヘンリー1世統治下の1119年にノルマン人の豪族（Robert de Crevecoeur）の手により石造の城として建造され、1260年代までデ・クレーブクール家の物だった。
1278年にエドワード1世の王妃のエリナー・オブ・カスティルの所有となり、それ以降、1552年までのおよそ300年にわたり英国王室の城として使われた。エドワード1世の2番目の王妃のマーガレット・オブ・フランスに譲り渡されてから、未亡人となった王妃が城を所有するという慣習が始まる。
以降、エドワード2世の王妃のイザベラ・オブ・フランス、リチャード2世の王妃のアン・オブ・ボヘミア、ヘンリー4世の王妃のジョーン・オブ・ナヴァール、ヘンリー5世の王妃のキャサリン・オブ・ヴァロワがこの城に住んだ。
16世紀前半にヘンリー8世が実施した大規模な改修によって、要塞だった城は宮殿になった。1926年にアングロアメリカ人のベイリー夫人 (en:Olive, Lady Baillie) によってこの城が買い上げられ、1974年に彼女が死去した後、1976年に一般公開された。

## 観光
1980年に飼鳥園が建てられ、100種以上の鳥を飼育していたが年間20万ポンドかかる維持費を別に回すため、2012年10月に閉鎖した。広大な庭には、生垣の迷路、グロット（人工洞窟）、ゴルフコース、さらに世界でも珍しい犬の首輪博物館、7歳から14歳を対象にした二つの城をテーマにした遊具アドベンチャーエリアを持つ 。
宿泊・その他
宿泊所として、コテージや、16世紀に建てられたメイデンタワー、既設屋外テントでのグランピングなどがある。
他、結婚式、ゴルフ場、レストラン、会議場としても使用されている。

## 文化
アイルランドの音楽グループのウエストライフのコンサートや、いろいろな映画の撮影に使用されている。
1978年7月、エジプト - イスラエル間における第四次中東戦争後の緊張関係を緩和することを目的とするキャンプ・デービッド合意の事前会合が行われた。また2004年9月には、イギリス政府のブレア首相が主導する北アイルランド和平交渉がリーズ城で行われた。

## ギャラリー

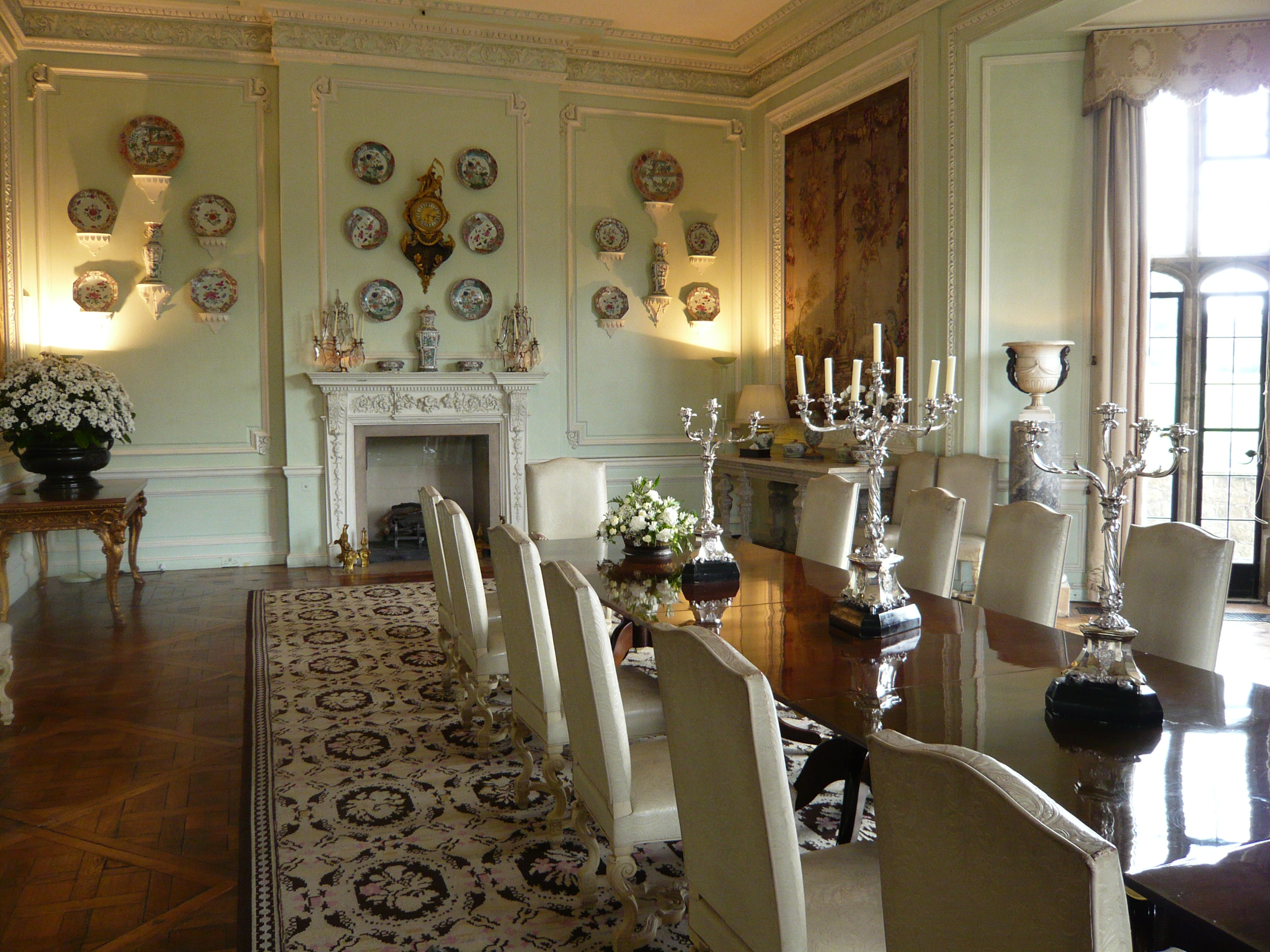
ダイニング
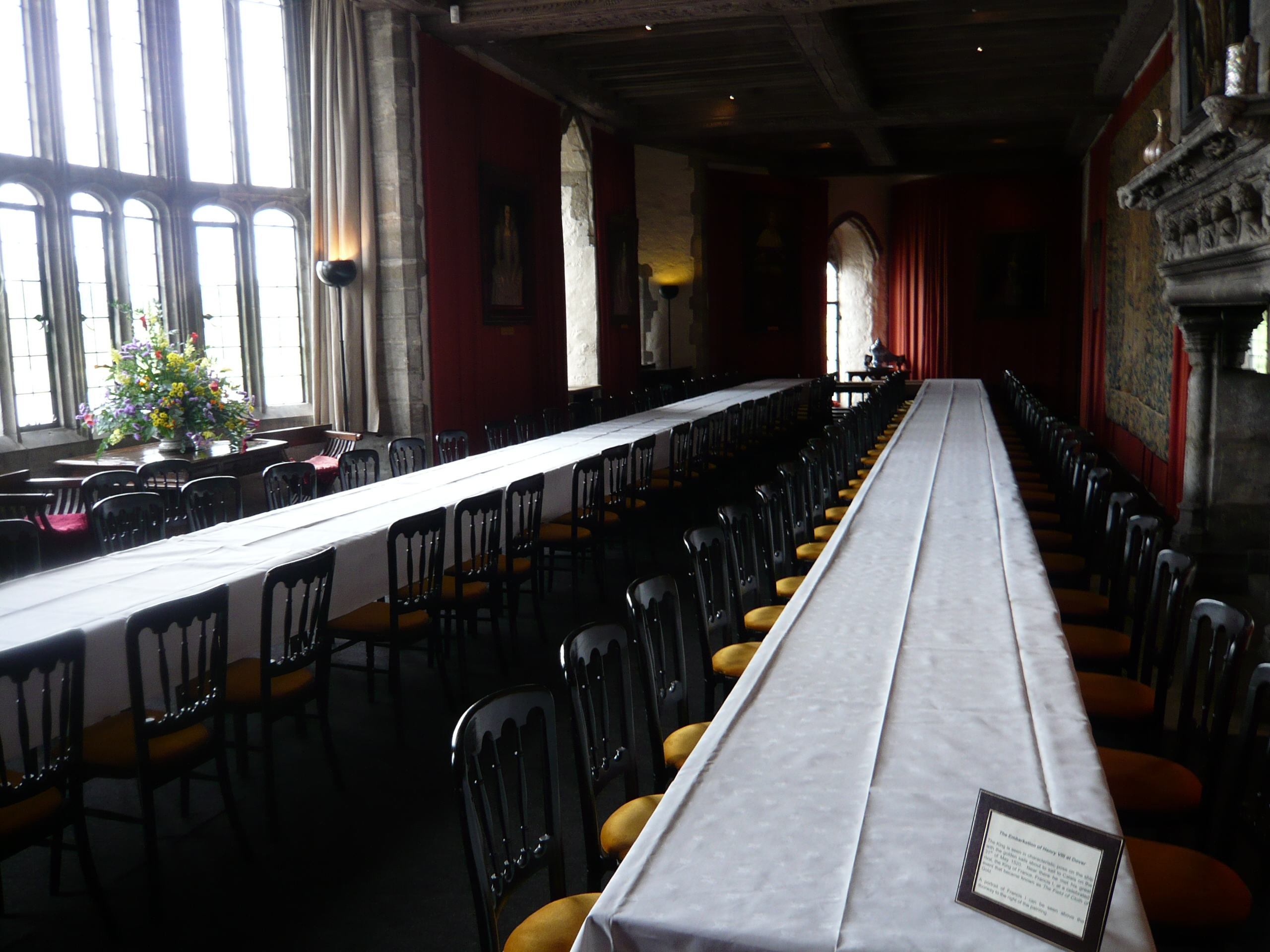
イベントホール
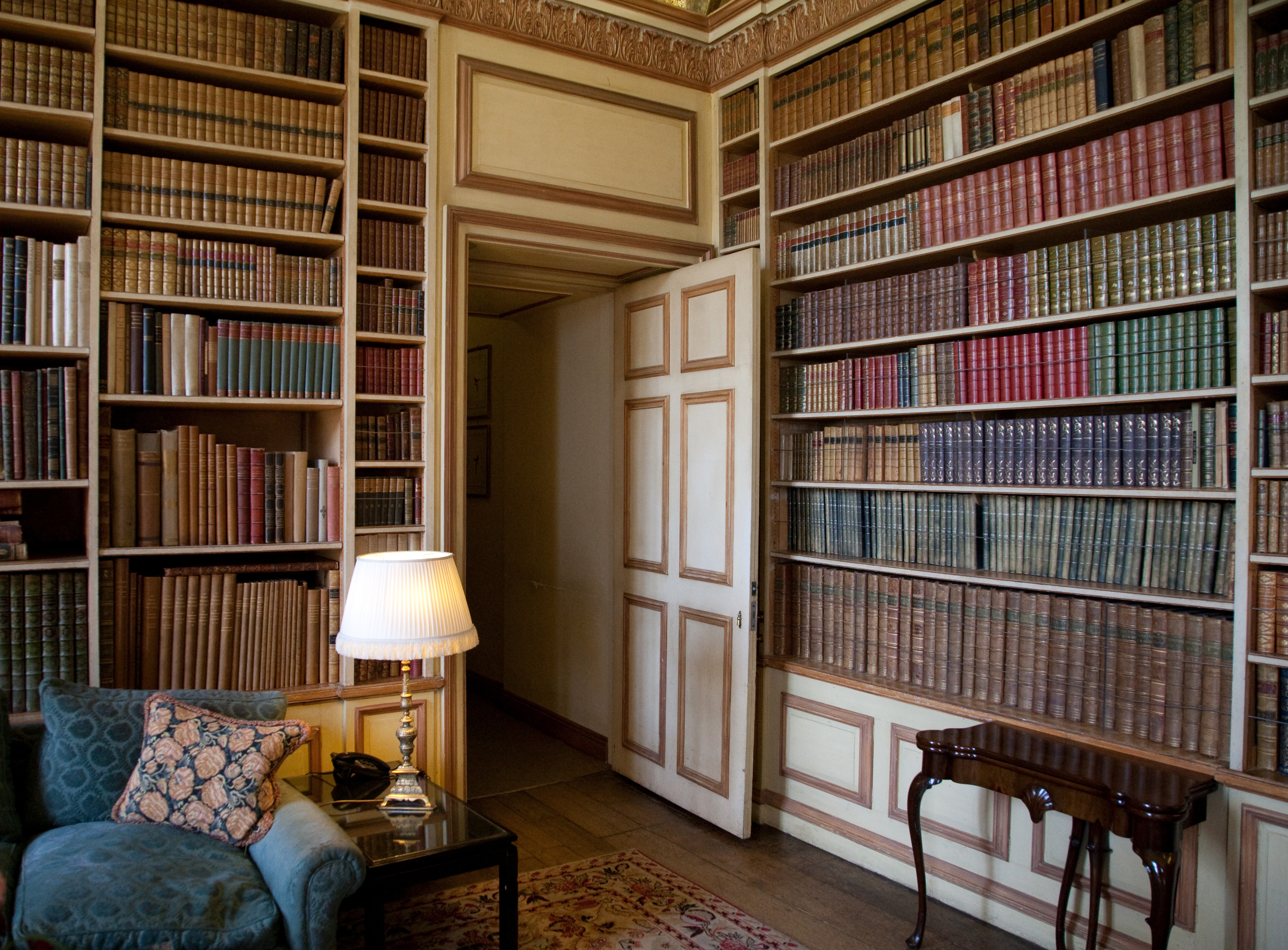
図書室
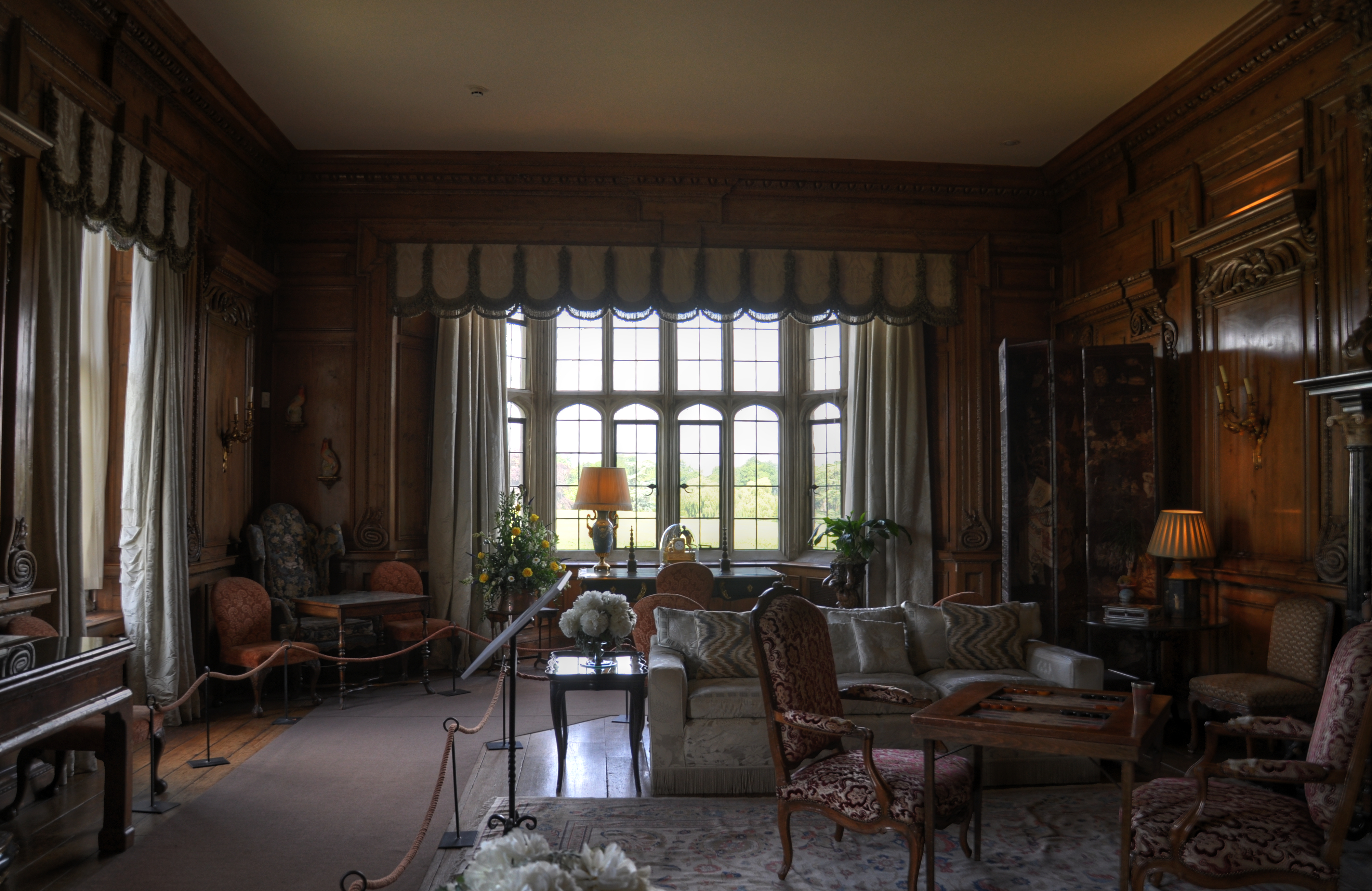
応接間